# قره‌سور (شهرستان می)
قره‌سور (به قزاقی: Karasor) یک دریاچه در قزاقستان است که در بلندی‌های قزاق واقع شده‌است.